# Bern Nix

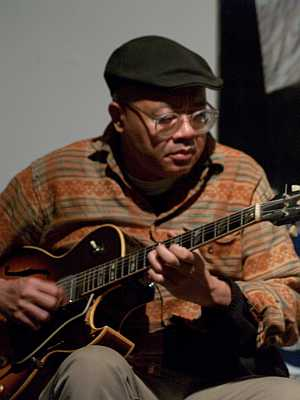
Bern Nix, 2005

Bern Nix (* 21. September 1947 in Toledo, Ohio; † 31. Mai 2017 in New York City, New York) war ein US-amerikanischer No-Wave- und Jazz-Gitarrist.

## Leben und Wirken
Nix spielte seit seinem elften Lebensjahr Gitarre und studierte am Berklee College of Music. Anschließend kam er nach New York, wo er zunächst als Musiklehrer arbeitete. Zwischen 1974 und 1987 war er Mitglied von Ornette Colemans Prime Time und war von Dancing in Your Head (1976) über Of Human Feelings bis In All Languages (1987) an den sechs Tonträgern der Gruppe beteiligt. 
Seit 1985 leitete er sein eigenes Trio. Auf seinem ersten eigenen Album Alarms and Excursions (New World Records, 1993) spielten Fred Hopkins und Newman Taylor Baker. Seit 2009 bildete er sein Trio um (mit dem Bassisten François Grillot und zunächst mit Schlagzeuger Jackson Krall); er erweiterte es mit Matt Lavelle zum Quartett und veröffentlichte das Album Negative Capability. 2006 veröffentlichte er das Soloalbum Low Barometer (Tompkins Square Records).
Weiterhin war Nix Mitglied der von Denardo Coleman organisierten und von Jayne Cortez geleiteten Firespitters, mit der er auch mehrere Alben aufnahm. Zudem spielte er Alben mit Frank Lowe, mit Jemeel Moondoc und mit Lenore Von Stein ein und arbeitete mit Julius Hemphill, John Zorn, Marc Ribot, Elliott Sharp, Ronald Shannon Jackson, James Chance and the Contortions und Kip Hanrahan zusammen.